# الحامضة (حبيش)

تعديل مصدري - تعديل

الحامضة محلة تابعة لقرية العارضه العليا، التابعة لعزلة العارضة بمديرية حبيش إحدى مديريات محافظة إب في الجمهورية اليمنية، بلغ تعداد سكانها 49 حسب تعداد اليمن لعام 2004.